# Viseu, Pará
Viseu là một đô thị thuộc bang Pará, Brasil. Đô thị này có diện tích 4904,138 km², dân số năm 2007 là 53024 người, mật độ 10,81 người/km².